# Kannanoor
Kannanoor es una  ciudad censal situada en el distrito de Kanyakumari en el estado de Tamil Nadu (India). Su población es de 7747 habitantes (2011). Se encuentra a 47 km de Thiruvananthapuram y a 68 km de Tirunelveli. 

## Demografía
Según el censo de 2011 la población de Kannanoor era de 7747 habitantes, de los cuales 3921 eran hombres y 3826 eran mujeres. Kannanoor tiene una tasa media de alfabetización del 93,45%, superior a la media estatal del 80,09%: la alfabetización masculina es del 95,10%, y la alfabetización femenina del 91,76%.